# 兆勛
兆勛，董鄂氏或棟鄂氏，字佑扆、佑衣、佑启，又字牧亭，號牧牛子、棟鄂牧子，滿洲正紅旗人，何和禮族後裔。董鄂氏源出瓦爾喀部的民覺羅氏，後來移居董鄂（棟鄂）之地，成為當地的統治家族。兆勛，善詩，家道中落隱居不仕，和宗室永忠、額駙福增額（福增格）等為好友。

## 生平
清代鐵保提到兆勛是正紅旗人，和正黃旗鐵保是隔旗同族，鐵保祖上和正紅旗何和禮同宗。曹雪芹好友宗室永忠《延芬室集》裡稱其牧亭或牧亭山人。覺羅詩人永忠年譜敘言：永忠有關係之人，正史闕焉不詳，《延芬室集》此稿，縷縷述及。若卞三元卞永譽之家世及子裔，書誠、嵩山、敬亭、子明等之文藝思想：友人方面，最密者如覺羅成桂（雪田），次為兆勳（牧亭），皆滿洲不易覯之文士。再若姜學山之治金石，文受堂之精養生，沙城幻翁與墨香（名额尔赫宜，宗室敦诚叔）之唯美的探討，伊福訥、王奉齋、史而亭、李眉山、孟子若、明渾然、周立壓、張痩銅、錢裴山等之學問藝術，及彼輩所授社會上之深刻影誓，在在可予吾人以嚴重之注意！高鶚敬稱兆勛牧亭貝子，此貝子並不是指清代宗室或蒙古的貝子爵位。
伊福納編輯《白山詩抄》第八卷為蘇章阿（鑲藍旗人，雍正朝翻譯舉人、恩骑尉）、兆勛（正紅旗董鄂氏）、陸世琦（即六十七，滿洲鑲紅旗瓜爾佳氏，乾隆朝官台灣御史）、那穆齊禮（前者六十七之子，鑲紅旗瓜爾佳氏，進士，乾隆朝官至少詹事）、繩武（满洲正黃旗人，拔貢，乾隆二十一年官山東新城縣知縣）。放在《白山詩抄》同卷的前後這些人多有友誼或姻親關聯。
好友或姻親：宗室永忠、白衣保、福增額、戴亨、傅雯、六十七 (鑲紅旗)和那穆齊禮父子、繩武等。法式善在《八旗诗话》里评白衣保与兆勋、傅雯为山友,与戴享、国柱、国栋为诗友。又戴亨诗和六十七（六居鲁）为好友，《白山诗抄》将苏章阿、兆勋、陆世琦（六十七）、那穆齐礼、繩武放一卷。《熙朝雅頌集》根据《白山詩抄》部分遗稿又将兆勋、繩武前后放一起，并注兆勋好友福增额为其诗集编辑，白衣保等序。

## 著作
- 《牧子詩錄》，時好友侍郎福增額編次，白衣保等序，今不存。
- 《不堪持贈吟》，今不存。
- 伊福納《白山詩抄》第八卷為蘇章阿、兆勛、陸世琦（六十七）、那穆齊禮、繩武。今不存。
- 鐵保等編《熙朝雅頌集》有其詩詞多首。